# Marina Logvinenko
Marina Logvinenko (n. 1 septembrie 1961, Șahtî, RSFS Rusă, URSS) este o trăgătoare de tir ce a reprezentat Rusia, medaliată olimpică. A participat la 4 ediții ale Jocurilor Olimpice (1988, 1992, 1996, 2000) în care a câștigat două medalii de aur, o medalie de argint și două medalii de bronz.